# Кассандра Александра
Касса́ндра Алекса́ндра (яп. カサンドラ・アレクサンドル Касандора Арэкусандору) — персонаж серий файтингов Soul, созданная компанией Namco. Впервые появилась в Soulcalibur II. Героиню на английском языке озвучивает Дебра Жан Роджерс, а на японском — Рэйко Такаги.

## Разработка персонажа
В продолжении Soulcalibur было решено создать сестру Софитии, которая во время боя полагалась на свои собственные силы. Чтобы показать контраст между персонажами, художники создали для Кассандры платья и колготки. Несмотря на скептический настрой дизайнеров по поводу выбора одежды, остальная часть команды осталась довольна проделанной работой. Чтобы создать анимацию для персонажа, Namco использовала технологию захватом движения. Позднее разработчики серии отмечали, что некоторые движения, а также нелепая внешность и пропорции, отличают её от человека.

## Появление в видеоиграх
Кассандра является младшей сестрой Софитии, главного персонажа серии. Героиня впервые упоминается в Soul Edge, где стала свидетелем битвы её сестры и Таки против обладателя легендарного меча «Soul Edge» Сервантеса Де Леона. Три года спустя она услышала, что Софития начала второе путешествие для уничтожения «Soul Edge». В следующем уже сама Кассандра посетила дом своей сестры, и увидела, что дети её сестры Патрокол и Пирра борются за осколок «Soul Edge», который нашёл муж Ротион. Сама Софития была в сильной панике от случившегося. Она в гневе быстро пошла в храм Эвридики и прокляла Гефеста за случившееся с сестрой. Она украла святой меч Софитии Омегу, и, увидев её взаимодействие холодного оружия с осколком, решила совершить путешествие, чтобы уничтожить «Soul Edge», а вместе с этим спасти свою сестру и семью.
Во время событий игры Soulcalibur II, Кассандра ненадолго вернулась в Грецию, чтобы попросить Ротиона сделать ей новое оружие, потому что меч Омега сломался после битвы в заброшенном городе. Быстро приступив к поискам и присоединившись к своей сестре, в городе она встретила человека по имени Рафаэль, который украл её фрагмент «Soul Edge». Услышав слухи в городе о человеке с большой массой кристалла на пути к крепости Острейтсбург, Кассандра решила следовать за ним, чтобы найти «Soul Edge».
В Soulcalibur: Broken Destiny сюжет вращается вокруг Кассандры и её союзницы Хильды, которая ищет ингредиенты для разработки зелья, чтобы вылечить своего отца. Для этого они решили завербовать героя, для помощи в своей миссии. По пути к ним также присоединяется Дампьер.
Хотя Кассандра не появляется в Soulcalibur V, однако она упоминается в официальном артбуке, в котором говорится, что в конце истории игры Soulcalibur IV она прибыла в Острейтсбург, чтобы найти свою сестру, которая защищала «Soul Edge», для спасения своей дочери. Софитии удалось победить младшую сестру с одного удара, после которого последняя потеряла сознание. Когда она проснулась, обнаружила, что весь замок начал разрушаться. Она обнаружила бесчувственное тело своей сестры в одной комнате, но как только она подошла к ней, исчезла в Астральном Хаосе, а замок вернулся к нормальному состоянию.
Кроме серии Soul, Кассандра появилась в качестве секретного персонажа в игре Smash Court Tennis Pro Tournament 2 наряду с Хэйхати Мисима, Лин Сяоюй, и Рафаэлем Сорэлем.

### Игровой процесс
Хотя Кассандра первоначально заимствовала боевую систему Софитии, в Soulcalibur IV её стиль боя подвергся значительным изменениям. Удары героини рассчитаны на дальние расстояния, а две атаки — ангельский шар (англ. Angel Step) и ангельский пинок (англ. Angelic Twirl), позволяют отвлечь и сократить расстояние между ей и противником. Другие способности персонажа для блокирования ударов противников.

## Товары
После выхода Soulcalibur II, компания Yujin выпустила фигурку Кассандры. Поза героини основана на иллюстрации в сборнике «Серия девушек Namco № 1» в гачапонах. В 2006 году, в честь выхода Soulcalibur III, Namco выпустила вторую статуэтку с персонажем. В комплекте также было несколько видов оружия, раскрашенные в разные цвета.
Для объяснения новых возможностей героини в Soulcalibur IV, Namco выпустила мангу с участием Кассандры и Хильды. Написанная в юмористическом жанре, Кассандра «учит» Хильду основам игры.

## Восприятие
Кассандра была положительно оценена критиками и фанатами серии. GameSpy отметил её сходство в Soulcalibur II с сестрой в стиле боя, но добавил, что «благодаря некоторым интеллектуальным изменениям, она чувствует себя совершенно новым бойцом во многих важных отношениях». В IGN также отметили сходство с Софитией, но в целом, по словам критика, действует решительно и самостоятельно, делая её непохожим персонажем в серии. PSM похвалил её внешний вид, а в одном из номеров 2003 года показали Кассандру в купальнике.
GameDaily положительно отозвался о героини в Soulcalibur II, а появление в Soulcalibur IV назвали «лучшим, как никогда», и описал Кассандру как «великолепную». Журнал Edge высоко оценил изменения в её характере в Soulcalibur IV, добавив, что является «свежим дополнением к серии». Майклу Маквртору из Kotaku также понравился дизайн Кассандры в четвёртой части серии.
В 2008 году IGN включил Кассандру на восьмое место как одну из десятка бойцов, отметив большую популярность у фанатов за её «мужественность». Грудь героини была включена в список «величайшие груди в истории видеоигр», составленный сайтом GameFront в 2011 году.